# ماري سون لي
ماري سون لي (بالإنجليزية: Mary Soon Lee)‏ (1965، لندن في المملكة المتحدة)؛ روائية أمريكية. درست في جامعة كامبريدج.